# Sacerdote
Sacerdote  (do latim Sacerdos – sagrado; e otis – representante, portando "representante do sagrado") é uma autoridade ou ministro religioso, habilitado para dirigir ou participar em rituais sagrados de uma religião em particular. Eles também têm a autoridade ou o poder de administrar os ritos religiosos, em especial, os ritos de sacrifício e expiação de uma divindade ou divindades. Seu cargo ou posição é chamado de Sacerdócio, um termo que pode também se aplicar a essas pessoas coletivamente.
Sacerdotes  são conhecidos desde os primórdios dos tempos e mesmo em sociedades mais primitivas. Eles existem em todos ou alguns ramos do judaísmo, cristianismo, xintoísmo, hinduísmo, e muitas outras religiões, como também, são geralmente considerados como tendo um bom contato com a divindade ou divindades da religião e muitas vezes os outros crentes pedem conselhos sobre questões espirituais a eles.
Em muitas religiões, o ofício de sacerdote é um trabalho de tempo integral, exigindo total dedicação. Em outros casos, no entanto, é um trabalho ocasional. Por exemplo, no início da história da Islândia, os chefes eram também goði, uma palavra equivalente a "sacerdote". Mas, como visto na saga de Hrafnkell, o trabalho de um sacerdote consistia apenas de oferecer sacrifícios periódicos para deuses e deusas do Norte, não sendo um trabalho de tempo integral, nem envolvendo ordenação.

## Considerações gerais
Dependendo da religião e da forma que ela procede, aquele que deseja entrar num determinado sacerdócio deverá ter certos pré-requisitos como diploma em teologia e de outros cursos específicos. Provavelmente terá que professar votos tais como o de castidade. Entre outras recomendações. A maioria não aceita mulheres no desempenho dessas funções ou seu nível hierárquico dentro do sacerdócio é limitado.
A hierarquia existe em todos os sacerdócios e cada religião tem seus líderes, com deveres, vestuário, ritos e forma de transmissão do ofício sacerdotal. A transmissão pode através de castas, hereditário ou eletiva.
Nas religiões estruturadas, as funções sagradas — como a oferta de dons e sacrifícios pelos pecados — são exercidas por aqueles que receberam o sacerdócio ou acreditam tê-lo recebido.

## Religiões politeístas
Na história do politeísmo, um sacerdote administra o sacrifício a um deus, muitas vezes em um ritual altamente elaborado. Sacerdotisas na Antiguidade, muitas vezes exerciam a prostituição sagrada, e na Grécia Antiga, alguns sacerdotisas como a Pitonisa, sacerdotisa de Apolo em Delfos, atuava como oráculo.
Os sacerdotes ( no Egito ) organizavam cerimónias para os Deuses e eram conselheiros do Faraó nas suas decisões.
Fazia parte do 3º grupo social.

### Sacerdotisas antigas
- Na civilização suméria e acádia, as Entu eram um escalão de sacerdotisas superiores que eram distinguidas com trajes cerimoniais especiais e o estatuto de igualdade com sacerdotes do sexo masculino. Eram donas de propriedade, realizavam transações econômicas, e realizavam cerimônias com os sacerdotes e reis.[1]
- As Nadītu serviram como sacerdotisas nos templos de Inanna, na antiga cidade de Uruk. Elas foram recrutadas nas maiores famílias e deviam permanecer sem propriedade, sem filhos ou negócios. Também nos textos épicos sumérios como "Enmerkar" e o "Senhor de Arata", Nu-Gig eram sacerdotisas em templos dedicados a Inanna.[2]
- A Puabi era um sacerdotisa e rainha semita acádia.
- Na Bíblia hebraica (קדשה) Qedesha ou Kedeshah , derivado da raiz Q-D-Š[3][4] eram prostitutas de templo geralmente associadas com a deusa Asherah.
- Quadishtu serviam nos templos da deusa suméria Qetesh.
- Ishtaritu eram especializadas nas artes, música, dança e canto e serviam nos templos de Ishtar.[5]

## Hinduísmo
O sacerdócio no hinduísmo é exercido por uma casta: os brâmanes. O termo brâmane significa literalmente "aquele que realizou a divindade".  A maioria dos Brâmanes é conhecida por praticarem um vegetarianismo rígido, apesar de, atualmente, a prática ser baseada de acordo com a região. Eles são responsáveis pelos rituais e constituem a camada mais respeitada da sociedade.

## Budismo

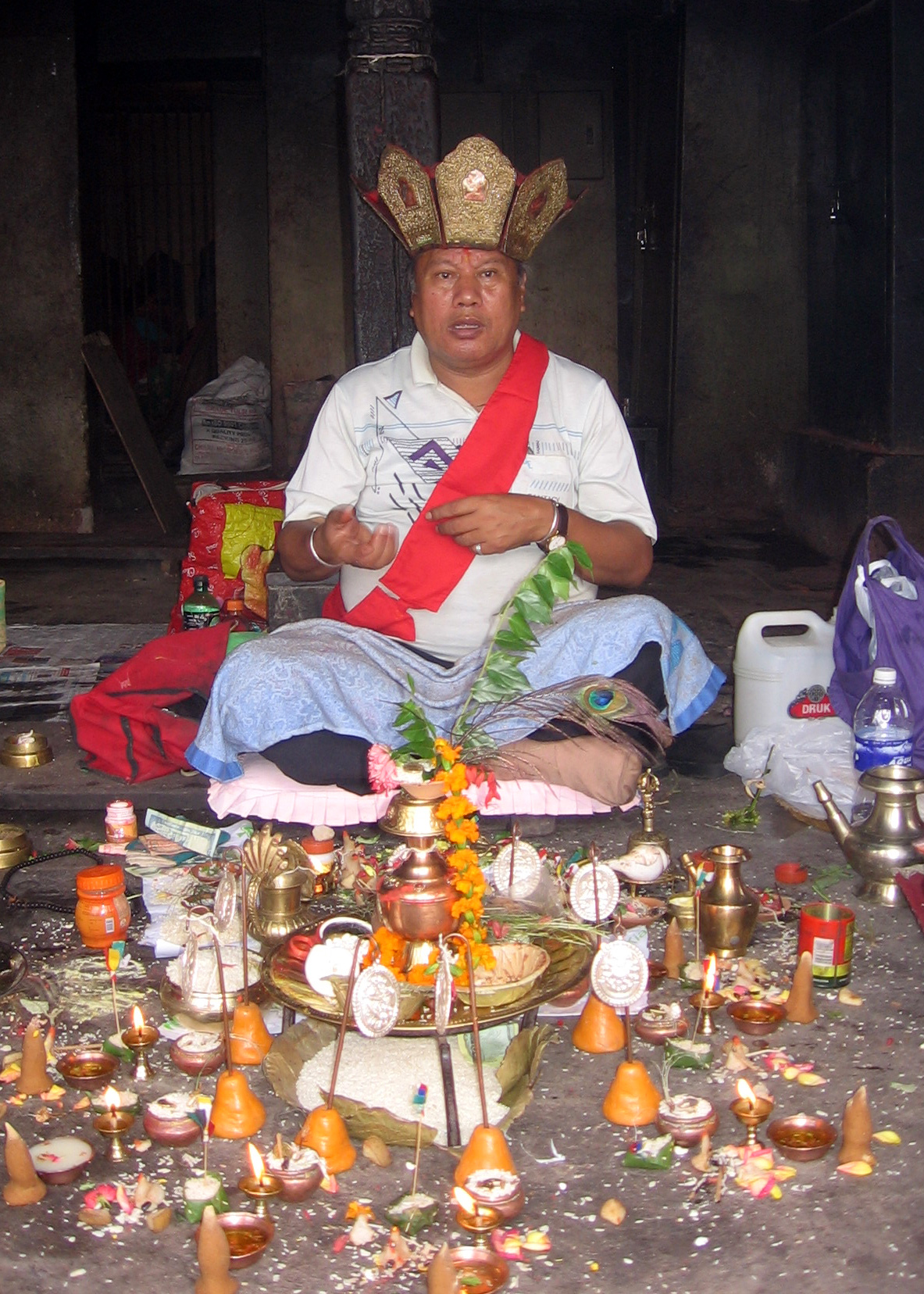
Um vajracharya (portador do raio), um sacerdote budista Newar

No budismo, que nasceu do contexto hinduísta do norte da Índia, se entende através da figura carismática de Sidharta Gautama, o Buda, o qual, através da contemplação e da meditação, alcançou a iluminação e o estado superior (nirvana). Neste caso o budismo não reconhece um sacerdócio de forma doutrinária, se não um magistério exercido por monges como guias para a verdade. Mas não existe um intermediário entre o homem e seu próprio destino dentro do budismo

## Judaísmo

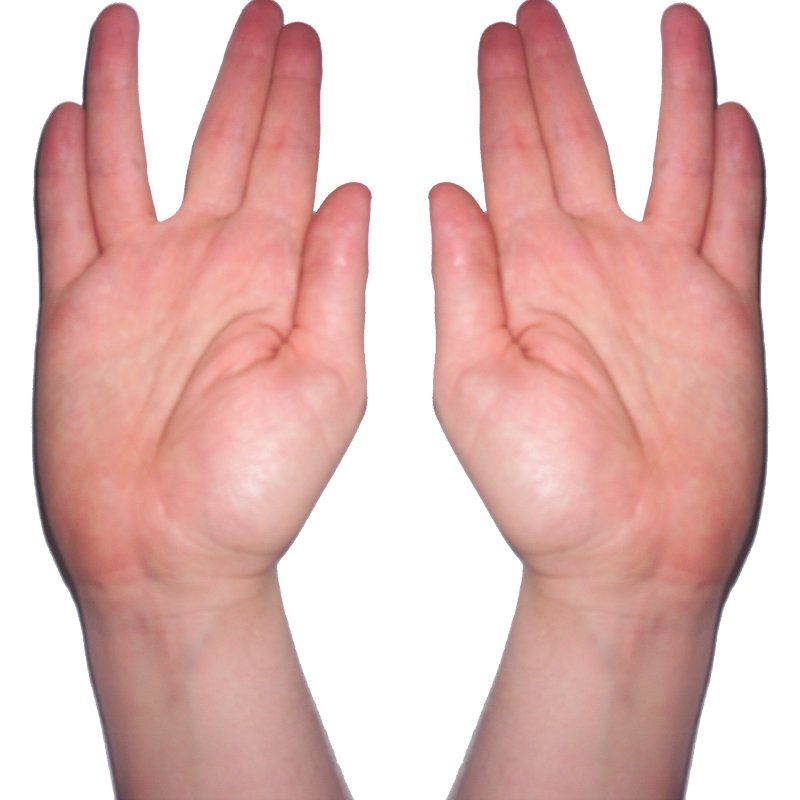
As mãos em posição do Cohen, tradicional bênção que os sacerdotes judaicos dão para sua congregação.

No judaísmo, os Kohanim (singular כהן kohen, plural כּהנִים kohanim, de onde os nomes Cohen, Cahn, Kahn, Kohn, Kogan e etc) são sacerdotes hereditários através da ascendência paterna. Estas famílias são da tribo dos Leviim (Levitas), e são tradicionalmente aceitos como os descendentes de Aarão. Em Êxodo 30:22-25 Deus ordena a Moisés que fizesse uma unção de óleo santo para consagrar os sacerdotes de todas as gerações que virão. Durante os tempos dos dois Templos judeus em Jerusalém, os levitas foram responsáveis por diários e especiais feriados judaicos, bem como oferendas e sacrifícios no templo conhecido como o Korban.
Desde o fim do Segundo Templo e, portanto, a cessação de cerimónias sazonais e diárias, e sacrifícios, os Cohanim no judaísmo tradicional (judaísmo ortodoxo e, em certa medida, o judaísmo conservador) têm continuado a realizar uma série de cerimônias sacerdotais, e mantiveram-se sujeitos, em especial no judaísmo ortodoxo, a uma série de regras especiais, nomeadamente restrições sobre o casamento, a pureza ritual, e outros requisitos. O judaísmo ortodoxo acredita que os Cohanim futuramente servirão em um novo e restaurado Templo. Em todos os ramos do judaísmo, os rabinos não executam quaisquer funções sacerdotais como propiciação, sacrifício, ou sacramento. Em vez disso, sua função religiosa principal é servir como um juiz autoritário e expositor da lei judaica. Os rabinos também geralmente exercem funções de liderança social e aconselhamento pastoral.

### Samaritanismo
Kohanim aaraônicos também oficiaram no templo samaritano no Monte Gerizim. Os kohanim samaritanos mantiveram seu papel como líderes religiosos.

## Cristianismo

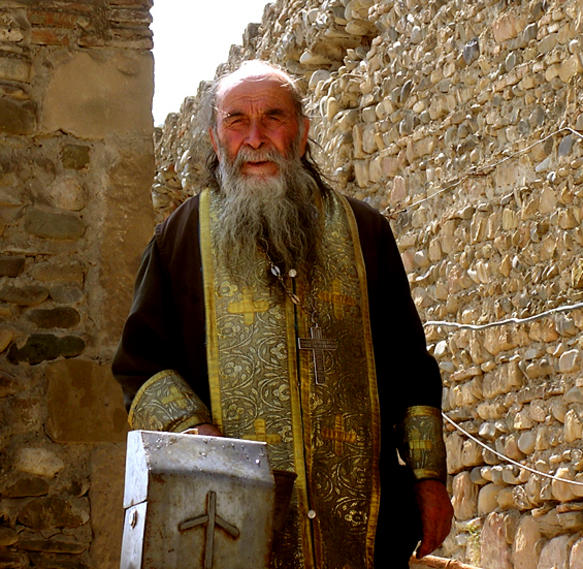
Padre ortodoxo usando epitrachelion (estola) e epimanikia (algemas)

Com a difusão do Cristianismo e a formação de paróquias, a palavra grega ἱερεύς (hiereus) e a palavra latina sacerdos, que os cristãos aplicavam desde o século III aos bispos e apenas em sentido secundário aos presbíteros, começaram no século VI a ser usadas para presbíteros, e hoje são comumente usadas para presbíteros, distinguindo-os dos bispos.
Hoje, o termo "padre" é usado na Igreja Católica Romana, Ortodoxia, Ortodoxia Oriental, Igreja do Oriente e muitos ramos do Luteranismo e Anglicanismo, para se referir àqueles que foram ordenados a uma posição ministerial por meio do recebimento do sacramento das Ordens Sagradas, embora "presbítero" também seja usado. Desde a Reforma Protestante, as denominações não sacramentais são mais propensas a usar o termo "ancião" para se referir aos seus pastores. O termo cristão "padre" não tem uma entrada no Anchor Bible Dictionary, mas o dicionário lida com os termos acima mencionados na entrada para "Ovelhas, Pastor".

### Ortodoxia

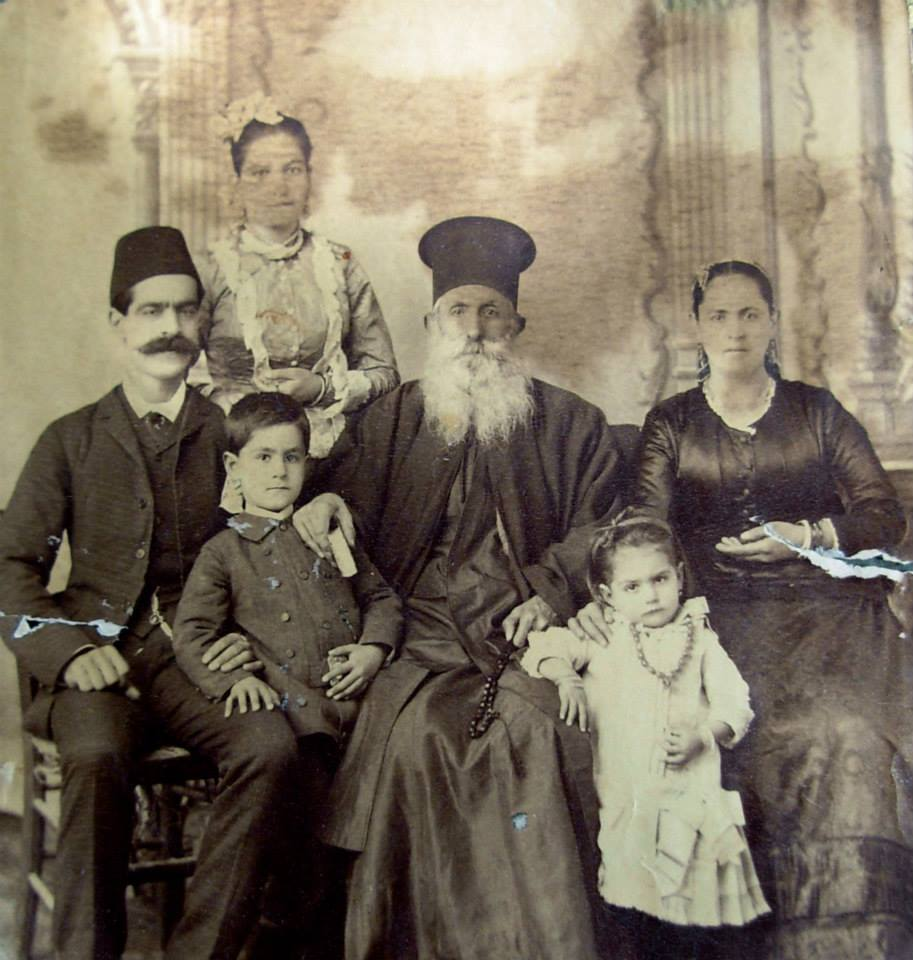
Padre ortodoxo casado de Jerusalém com sua família (três gerações), c.  1893

Na Ortodoxia, a idade mínima normal é trinta anos (Cân. 11 de Neocesaréia), mas um bispo pode dispensar isso se necessário. Em nenhuma das tradições os padres podem se casar após a ordenação. Na Igreja Católica Romana, os padres da Igreja Latina devem ser celibatários, exceto sob regras especiais para clérigos casados que se convertem de certas outras confissões cristãs. Homens casados podem se tornar padres na Ortodoxia, mas não podem se casar após a ordenação, mesmo que fiquem viúvos. Na visão das Igrejas Ortodoxas:
Ao permitir que homens casados entrem no sacerdócio, a Igreja Ortodoxa afirma a bem-aventurança do casamento sem diminuir a afirmação da bem-aventurança do celibato. São Clemente de Alexandria escreve: “O celibato e o casamento têm cada um suas próprias funções e serviços específicos ao Senhor”, e assim “nós prestamos homenagem àqueles a quem o Senhor favoreceu com o dom do celibato e admiramos a monogamia e sua dignidade” (Stromata, Livro 3). O casamento segundo a vontade de Cristo e o celibato como devoção a Cristo são dois caminhos espirituais diferentes, igualmente válidos para uma verdadeira vivência da vida espiritual. Isto é assim para o clero ordenado como é para todos os outros. 
Candidatos a bispo são escolhidos somente entre os celibatários. Padres ortodoxos usarão um colarinho clerical similar ao acima mencionado, ou simplesmente uma túnica preta bem solta que não tem colarinho. A vestimenta de um padre ortodoxo é geralmente a mesma de um padre católico oriental ou luterano oriental.

### Ortodoxia Oriental
Nas Igrejas Ortodoxas orientais, existem diferentes ordens de ministério, cada uma com diferentes vestimentas. A ordem do sacerdote é conhecida como Kashisho.
Além do sacerdócio ministerial, a Ortodoxia oriental afirma o sacerdócio dos crentes, que é chamado de Ulmoyo.

### Catolicismo romano

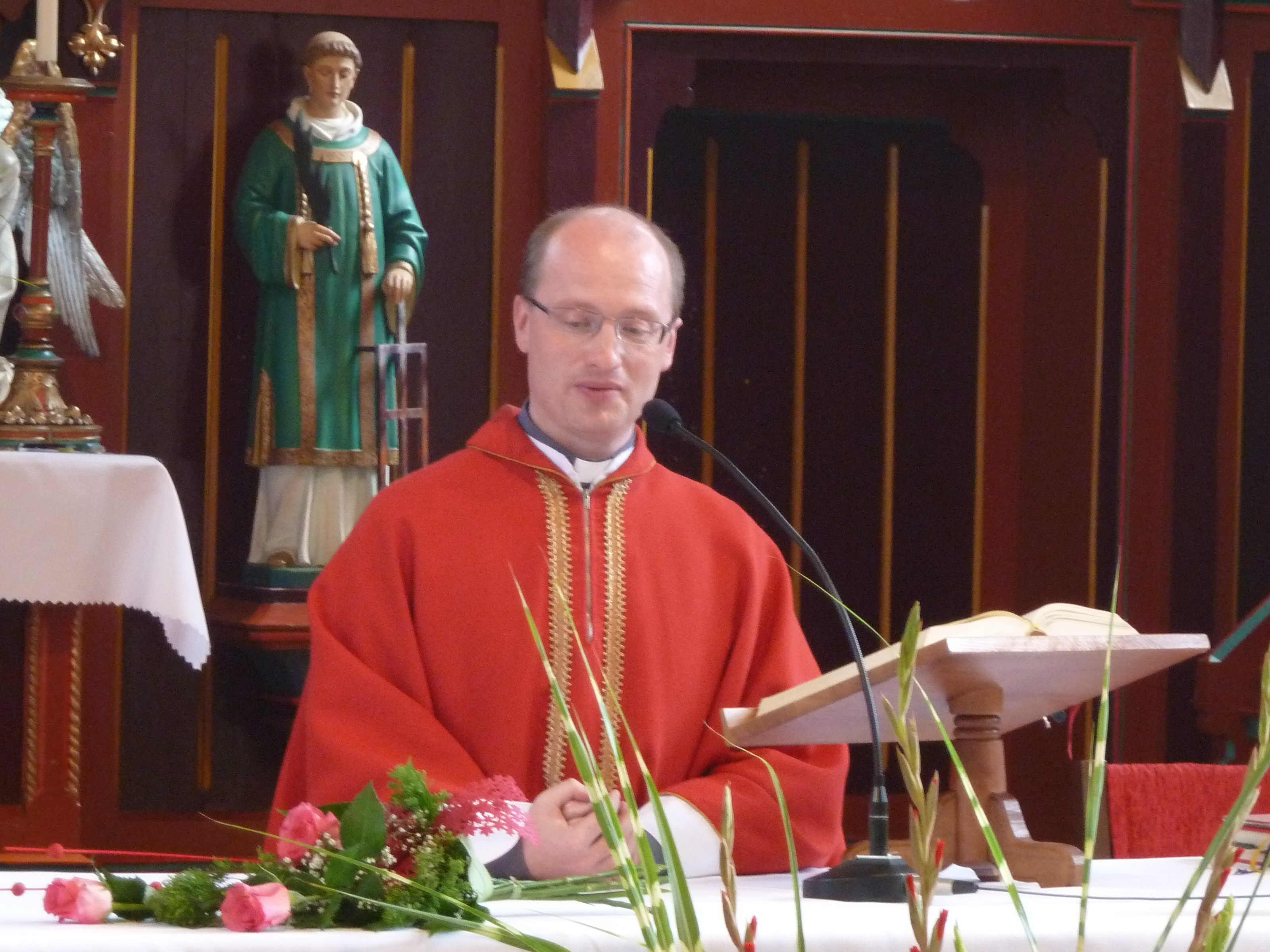
Um padre católico romano durante a Missa

A Epístola aos Hebreus do Novo Testamento estabelece uma distinção entre o sacerdócio judeu e do Sumo Sacerdócio de Cristo, ensinando que o sacrifício de expiação de Jesus Cristo no Calvário substituiu o sacerdócio judeu e os seus sacrifícios rituais. Assim, para os cristãos, Cristo é o verdadeiro e sumo sacerdote. A crença da maioria do cristianismo (incluindo a Igreja Anglicana, Católica Romana e Ortodoxa), o único sacrifício de Cristo, que ele ofereceu "uma vez por todas" (Hebreus 10:10), na Cruz, é feito presente através da Eucaristia, de modo que o único sacerdócio de Cristo se faz presente através do sacerdócio ministerial dos bispos e presbíteros, que são, portanto, por analogia e comparação, chamados de sacerdotes, em plena unidade com o sacerdócio de Cristo.

### Protestantismo

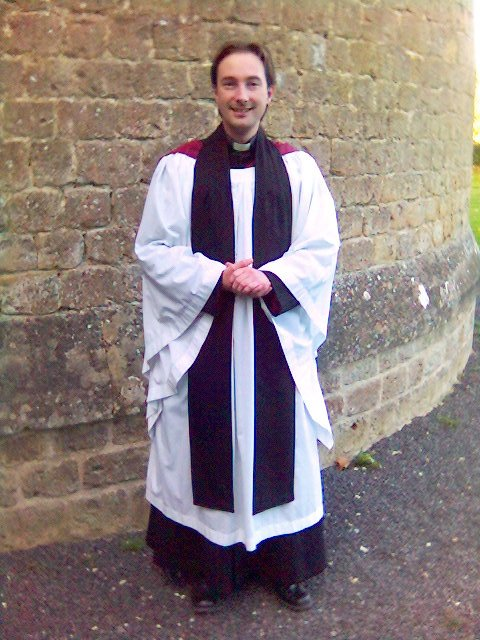
Um padre anglicano em traje de coral

No protestantismo, o sacerdócio original termina com a morte e ressurreição de Jesus, especialmente com o rasgar do véu quando de Sua expiação na Cruz. O sacerdócio continua, analogamente, na pessoa de todos os crentes, que são feitos intermediários entre Deus e os incrédulos, mas não sacrificadores.
Porém, em alguns casos, como no presbiterianismo, no luteranismo e no anglicanismo, os reverendos, assim como no catolicismo romano, também podem ser considerados sacerdotes.

## Islamismo
O surgimento do islã no século VII d.C. e sua rápida expansão imporia uma nova teologia de face ao judaísmo e cristianismo. O islã reconhece como o único mediador, o Profeta Maomé, que recebeu o Alcorão das mãos de Alá (Deus) e foi delegado como responsável pela publicidade da verdadeira adoração de Deus a todos os povos.
Todo homem é responsável pela sua própria disciplina interna no que diz respeito à sua relação com Deus e as funções do Imame não são outras senão aquelas de custodiar a disciplina religiosa e o estudo dos textos sagrados. A rigor não se pode falar de sacerdotes no Islã.

## Wicca
É chamado de sacerdote ou sacerdotisa aquele(a) que for membro de um grupo hierárquico chamado Coven, pode ser tanto um Sacerdote ou Sacerdotisa (baixa posição no coven) quanto um Alto Sacerdote ou Alta Sacerdotisa (a maior posição no coven).
O sacerdote ou a sacerdotisa que dirige o coven, os rituais, e monitora os iniciados e iniciadas no coven.
Também pode ser chamado de Sacerdote aquele que se Autoiniciou na Wicca, depois que terminou seu estudo de tradicionalmente (mas não obrigatório) um ano e um dia.

## Religiões africanas
Os iorubás do oeste da Nigéria pratica uma religião com uma hierarquia entre sacerdotes e sacerdotisas que data de 800-1000 d.C.[Citação necessário] Os sacerdotes e sacerdotisas Ifá levam os títulos Babalaô para homens e Ianifá para mulheres. Sacerdotes e sacerdotisas dos variados orixás são intitulados babalorixá para homens e ialorixá para mulheres. Os iniciados também recebem um nome orixá ou Ifá que significa sob qual divindade eles são iniciados. Por exemplo, uma Sacerdotisa de Oxum pode ser chamada de Oxuniemi, e um Sacerdote de Ifá pode ser chamada de Ifaiemi. Essa cultura tradicional continua até os dias de hoje, quando iniciados de todo o mundo retornam à Nigéria para iniciar o sacerdócio, e seitas derivadas variadas no Novo Mundo (como a Santería cubana e Umbanda brasileira) usam os mesmos títulos para se referir a seus sacerdotes também.

## Religiões afro-latino-americanas
No Brasil, os sacerdotes das religiões umbanda, candomblé e quimbanda são chamados pai-de-santo ou "babalorixá" (em iorubá: bàbálórìsà, lit. "pai dos orixás"); seu equivalente feminino é a mãe-de-santo, também conhecida como "ialorixá" (em iorubá: iyálorìṣa; lit. "mãe dos orixás").
- Commons
- Wikiquote